# Musée des beaux-arts (Mulhouse)

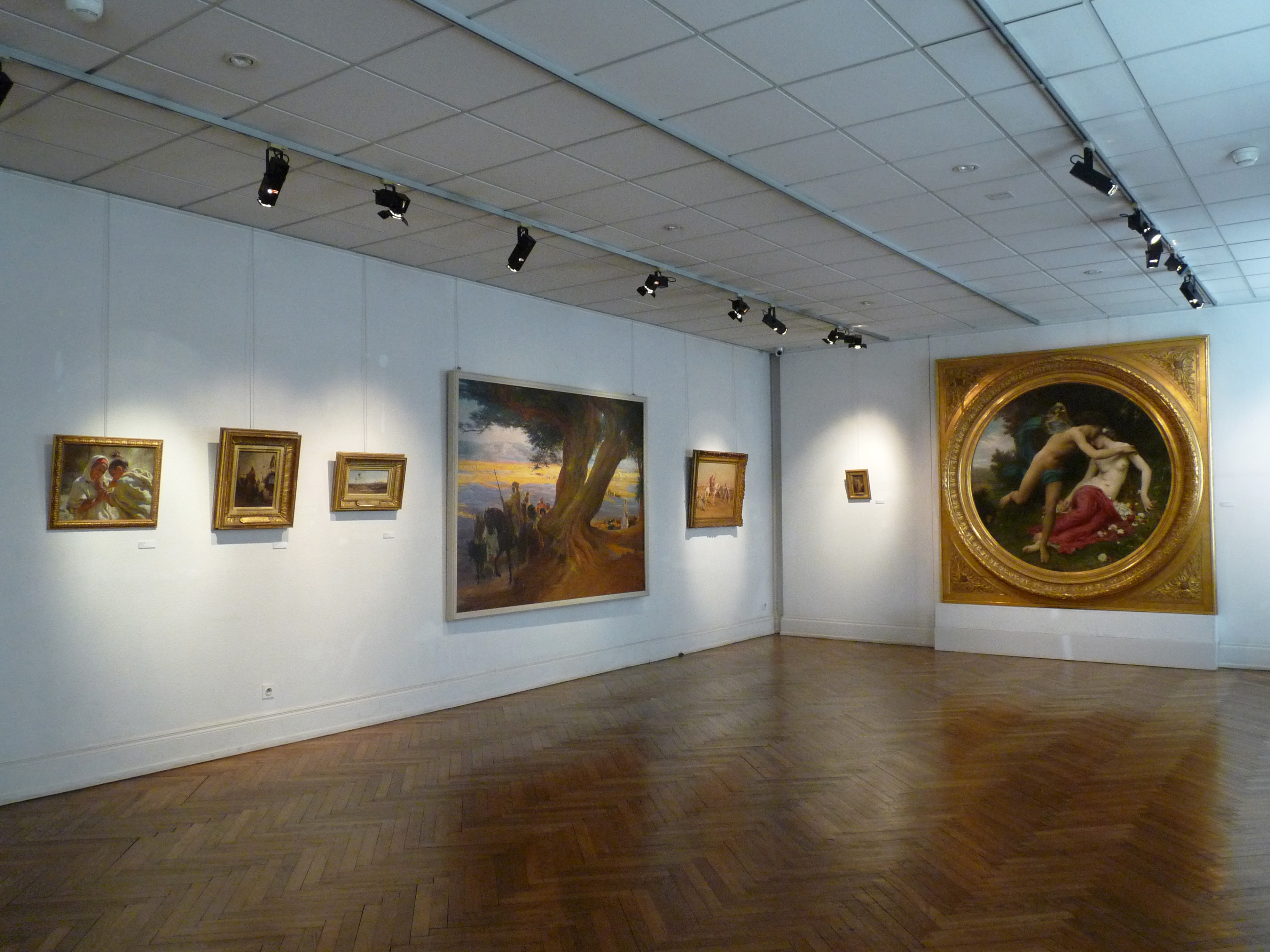
Una sala del museo con Flora e Zefiro di William Bouguereau

Il Musée des beaux-arts di Mulhouse (città dell'Alsazia, Francia), anche noto come museo delle Belle Arti in italiano, è un museo dedicato all'arte europea, dalla fine del Medioevo all'epoca attuale, con particolare riguardo agli artisti alsaziani, soprattutto a Jean-Jacques Henner, cui è riservata un'intera sala.

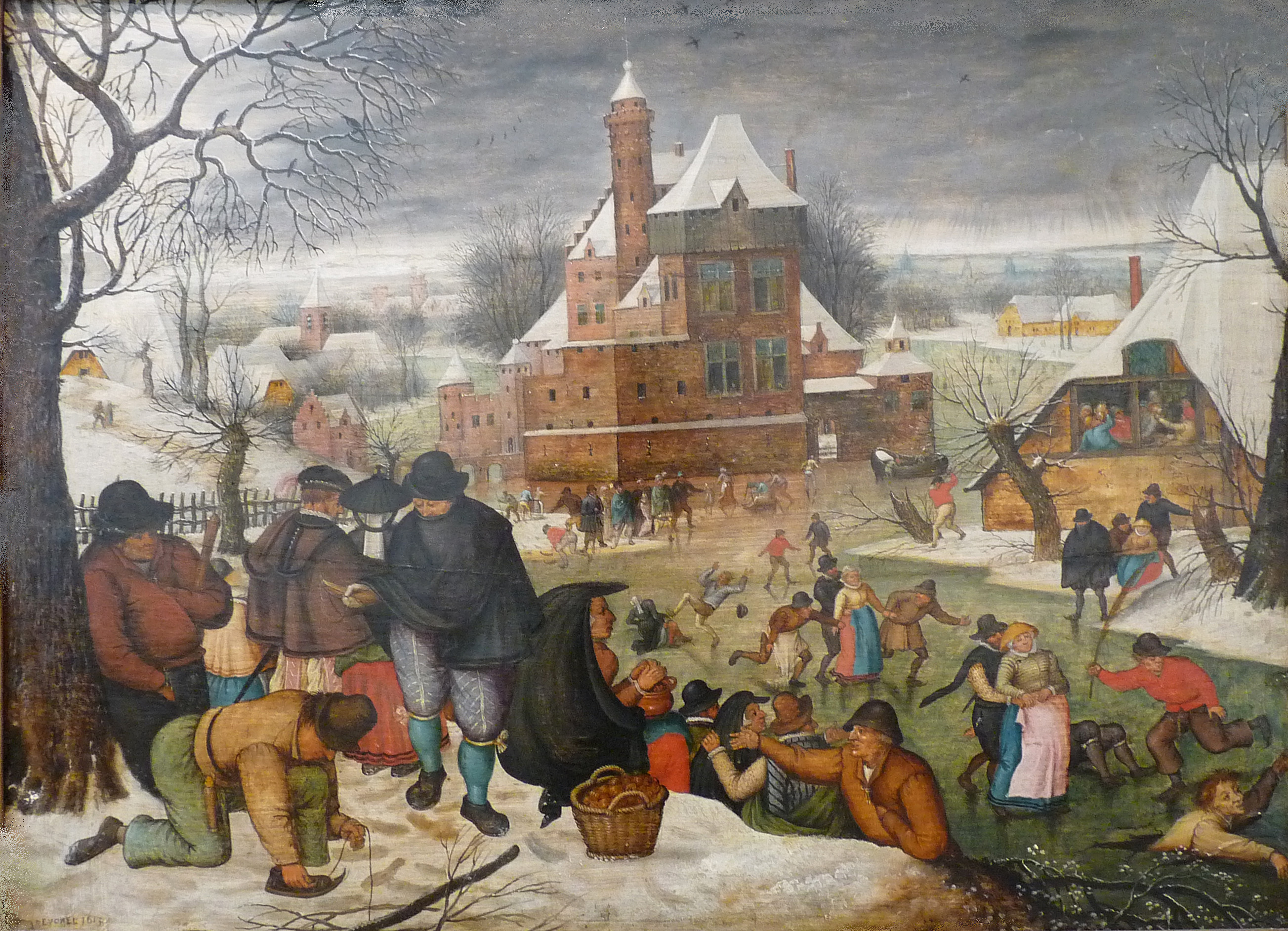
Pieter Brueghel il Giovane, Scena di pattinaggio

## Opere principali
- Veit Wagner: Sant'Egidio e san Benedetto, vescovi di Strasburgo, gruppo di due busti in legno (XV-XVI sec.)
- Lucas Cranach il Vecchio (attribuzione dubbia): Venere e Cupido, olio su tavola (XVI sec.)
- Matteo Balducci (attribuzione dubbia[2]): Santa Caterina da Siena che riceve le stigmate, olio su tavola (XVI sec.)
- Pieter Brueghel il Giovane: Scena di pattinaggio, olio su tavola (1613)
- Giovanni Ghisolfi: Le terme di Caracalla
- Francesco Solimena: Assunzione
- Sebastiano Ricci e Marco Ricci: Tentazioni di sant'Antonio
- Gustave Courbet: Riserva di caprioli
- William-Adolphe Bouguereau: Flora e Zefiro (1875)
- Jean-Jacques Henner: Ritratto femminile
- Camille Alfred Pabst: Un pacco da Tonkino (1885)
- François Bonvin: La Tailleuse de soupe (1886)
- Étienne Dinet: La disputa
- Charles-Théodore Frère: Una strada del Cairo
- Henri Rousseau: La sera alle porte di Meknes (1925)
- Gustave Doré: L'assedio di Parigi del 1870

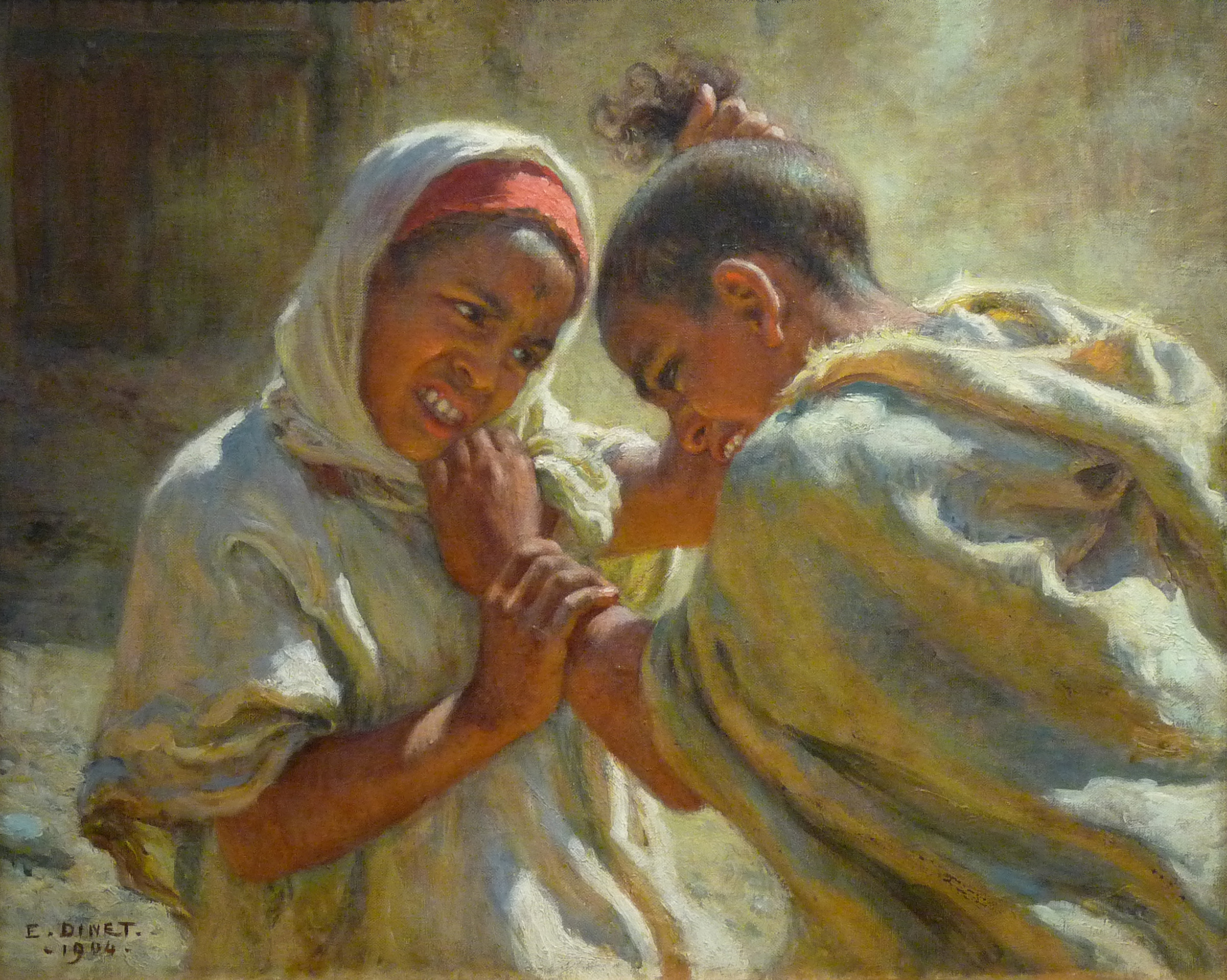
Étienne Dinet, La disputa

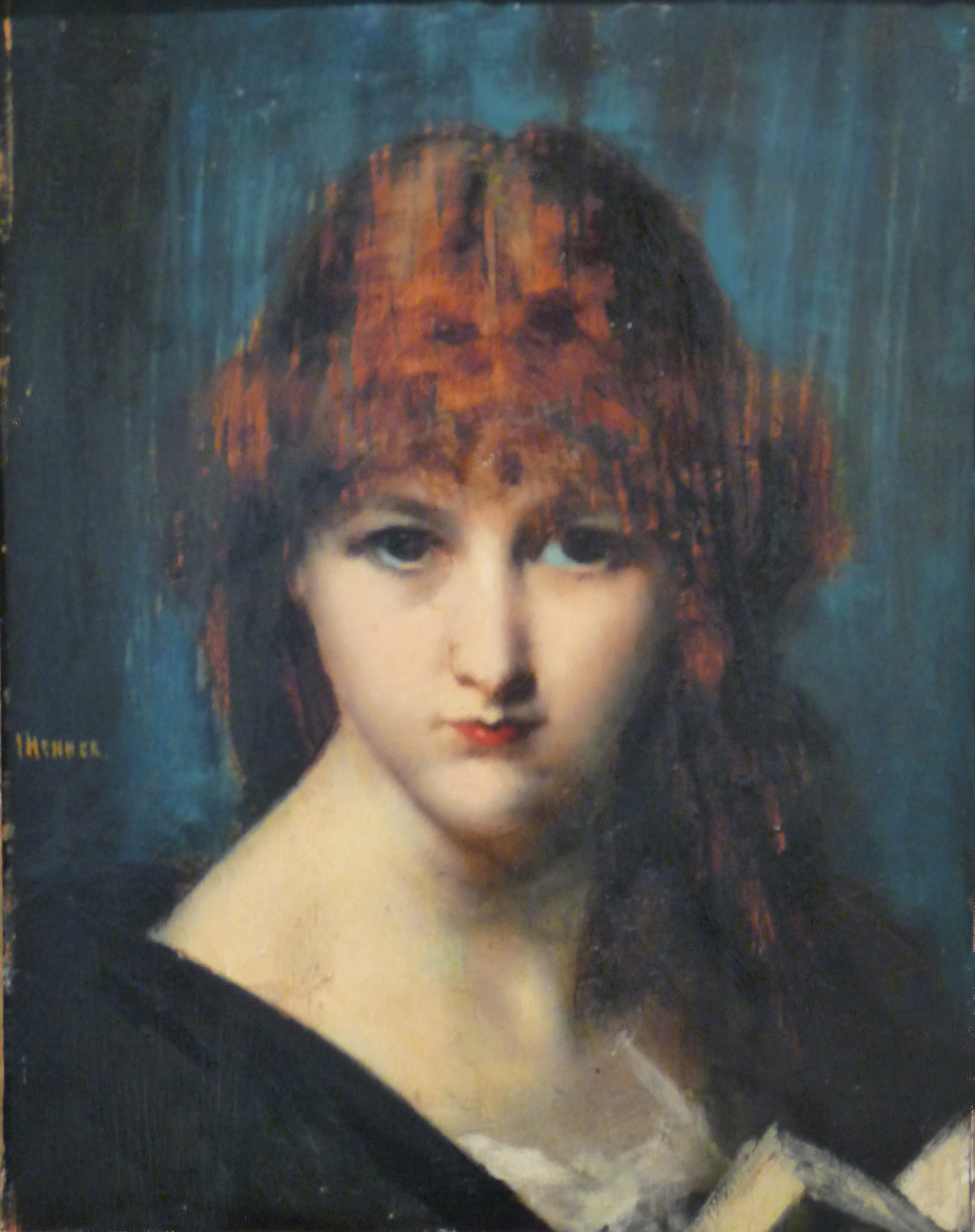
Jean-Jacqus Henner, Ritratto femminile

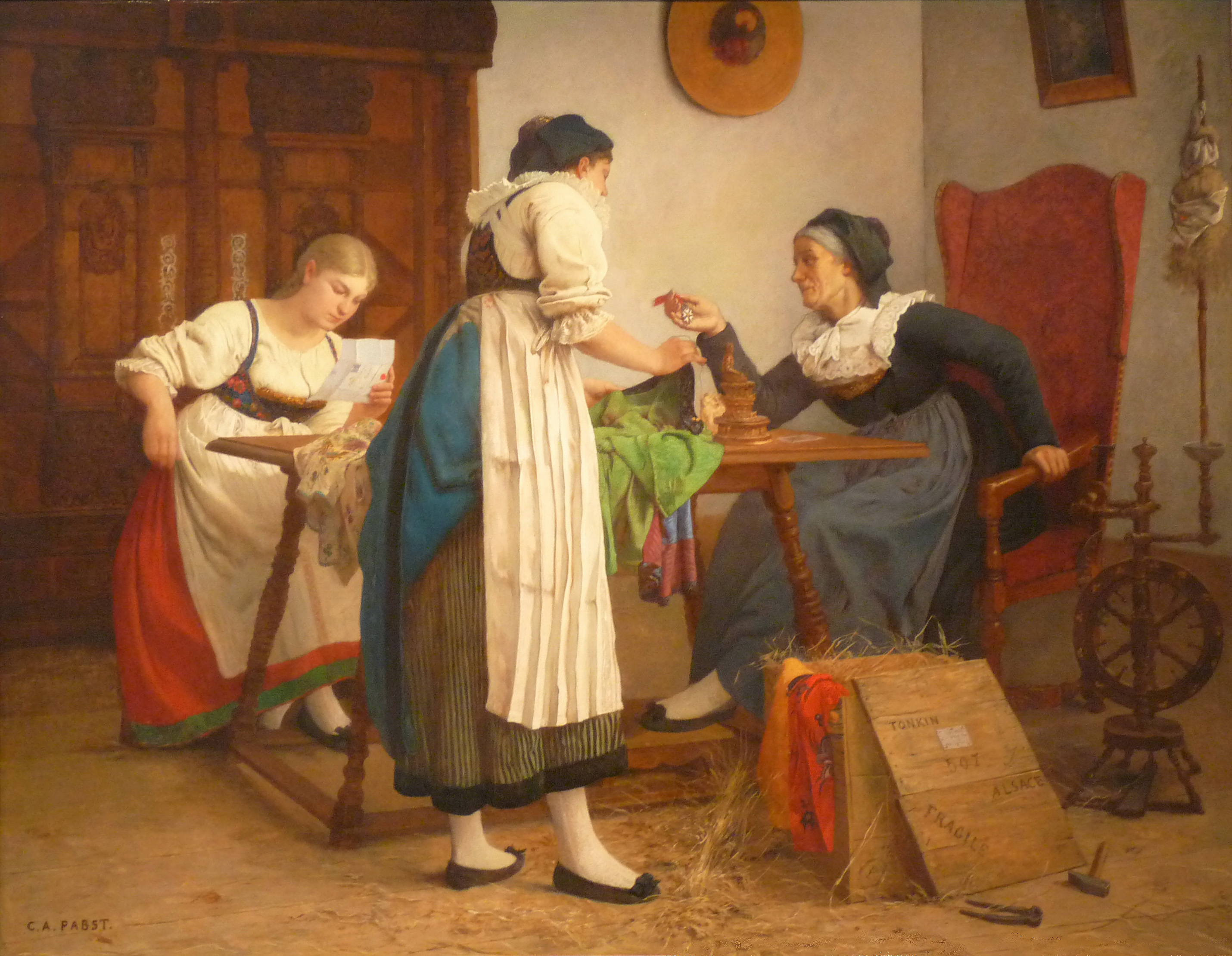
Camille Alfred Pabst, Un pacco da Tonkino